# Корзика (Терни)
Корзика је насеље у Италији у округу Терни, региону Умбрија.
Према процени из 2011. у насељу је живело 35 становника. Насеље се налази на надморској висини од 510 м.